# The Year of the Voyager
A The Year of the Voyager az amerikai Nevermore együttes dupla koncertalbuma és -videója, amelyet 2006. október 11-én rögzítettek Bochumban a Zeche klubban, és hosszas utómunkálatokat követően két év múlva, 2008 októberében került kiadásra a Century Media gondozásában.
A dupla DVD a bochumi koncert felvételén kívül további koncertvideókat is tartalmaz a 2005-ös kanadai Gigantour, a 2006-os lengyel Metal Mania, és a szintén 2006-os Wacken fesztiválokról, valamint a Century Media USA 10 éves fennállása alkalmából tartott Los Angeles-i jubileumi koncertről 2001-ből. A bónusz DVD-re a Nevermore összes eddigi videóklipje, és egy Warrel Dane énekessel készített interjú is felkerült.

## A koncertalbum dalai
Live at the Zeche, Bochum – CD 1
1. Final Product – 5:09
2. My Acid Words – 6:04
3. What Tomorrow Knows/Garden of Grey – 7:23
4. Next in Line – 5:21
5. Enemies of Reality – 4:52
6. I, Voyager – 6:14
7. The Politics of Ecstasy – 7:36
8. The River Dragon Has Come – 5:16
9. I Am the Dog – 4:46
10. Dreaming Neon Black – 6:32

Live at the Zeche, Bochum – CD 2
1. Matricide – 5:44
2. Dead Heart in a Dead World – 4:41
3. Inside Four Walls – 5:20
4. The Learning – 9:50
5. Sentient 6 – 7:01
6. Narcosynthesis – 6:02
7. The Heart Collector – 6:53
8. Born – 5:58
9. This Godless Endeavour – 9:25

## A koncertvideó tartalma

### DVD 1
Live at the Zeche, Bochum, 2006. október 11.
1. Intro
2. Final Product
3. My Acid Words
4. What Tomorrow Knows/Garden of Grey
5. Next in Line
6. Enemies of Reality
7. I, Voyager
8. The Politics of Ecstasy
9. The River Dragon Has Come
10. I Am the Dog
11. Dreaming Neon Black
12. Matricide
13. Dead Heart in a Dead World
14. Noumenon (from tape)
15. Inside Four Walls
16. The Learning
17. Sentient
18. Narcosynthesis
19. The Heart Collector
20. Born
21. This Godless Endeavor

### DVD 2
Gigantour – Live at the Bell Centre, Montreal, 2005. szeptember 2.
1. Born
2. Enemies of Reality

Metal Mania Festival – Live at the Spodek, Katowice, 2006. március 4.
1. Final Product
2. The Heart Collector
3. Enemies of Reality
4. The Seven Tongues of God

Wacken – Live at the Wacken Open Air, 2006. augusztus 4.
1. Final Product
2. Narcosynthesis
3. Engines of Hate
4. Born

Century Media USA 10th Anniversary Party at The Roxy, LA, 2001. szeptember 28.
1. Engines of Hate
2. Beyond Within

Promo klipek
1. What Tomorrow Knows
2. Next in Line
3. Believe in Nothing
4. I, Voyager
5. Enemies of Reality
6. Final Product
7. Born
8. Narcosynthesis (live promo video)
9. Interview with Warrel Dane

## Közreműködők
- Warrel Dane – ének
- Jeff Loomis – gitár
- Chris Broderick – gitár (Bochum, Wacken)
- Steve Smyth – gitár (Gigantour, Metal Mania)
- Curran Murphy – gitár (Century Media USA Party)
- Jim Sheppard – basszusgitár
- Van Williams – dobok

## Külső hivatkozások
- Nevermore hivatalos honlap Archiválva 2005. augusztus 15-i dátummal a Wayback Machine-ben
- Nevermore a MySpace-en
- Nevermore a Last.fm-en